# Абоїн (Амаранте)
Абоїн (порт. Aboim) — район (фрегезія) в Португалії, входить в округ Порту. Є складовою частиною муніципалітету Амаранте. За старим адміністративним поділом входив в провінцію Дору-Літорал. Входить в економіко-статистичний субрегіон Тамега, який входить в Північний регіон. Населення становить 652 людини (2001). Займає площу 5,08 км².
Покровителем району вважається Петро (апостол) (порт. São Pedro).
| Португалія | Це незавершена стаття з географії Португалії. Ви можете допомогти проєкту, виправивши або дописавши її. |